# Отрич
Отрич (хорв. Otrić) — населений пункт у Хорватії, у Задарській жупанії у складі громади Грачаць.

## Населення
Населення за даними перепису 2011 року становило 15 осіб.
Динаміка чисельності населення поселення:

## Клімат
Середня річна температура становить 9,74 °C, середня максимальна – 24,12 °C, а середня мінімальна – -6,24 °C. Середня річна кількість опадів – 1091 мм.
| Клімат поселення                              | Клімат поселення | Клімат поселення | Клімат поселення | Клімат поселення | Клімат поселення | Клімат поселення | Клімат поселення | Клімат поселення | Клімат поселення | Клімат поселення | Клімат поселення | Клімат поселення | Клімат поселення |
| Показник                                      | Січ.             | Лют.             | Бер.             | Квіт.            | Трав.            | Черв.            | Лип.             | Серп.            | Вер.             | Жовт.            | Лист.            | Груд.            |                  |
| Середній максимум, °C                         | 7,02             | 8,20             | 11,33            | 15,28            | 20,04            | 23,65            | 24,03            | 24,12            | 19,98            | 15,50            | 10,14            | 6,46             |                  |
| Середня температура, °C                       | 0,39             | 1,58             | 4,70             | 8,66             | 13,40            | 17,02            | 19,18            | 19,27            | 15,13            | 10,64            | 5,27             | 1,60             |                  |
| Середній мінімум, °C                          | −6,24            | −5,05            | −1,94            | 2,04             | 6,78             | 10,40            | 14,34            | 14,41            | 10,28            | 5,79             | 0,41             | −3,26            |                  |
| Норма опадів, мм                              | 82               | 82               | 86               | 93               | 81               | 82               | 58               | 70               | 101              | 114              | 133              | 109              |                  |
| Середньомісячна швидкість вітру, м/с          | 1.85             | 2.04             | 2.26             | 2.24             | 2.04             | 1.80             | 1.78             | 1.66             | 1.74             | 1.83             | 2.04             | 2.06             |                  |
| Середньомісячна сонячна радіація, кДж/м²·день | 4970             | 7493             | 11239            | 15792            | 19752            | 21967            | 23856            | 20757            | 15409            | 9950             | 5438             | 4170             |                  |
| --------------------------------------------- | ---------------- | ---------------- | ---------------- | ---------------- | ---------------- | ---------------- | ---------------- | ---------------- | ---------------- | ---------------- | ---------------- | ---------------- | ---------------- |
| Джерело:                                      |                  |                  |                  |                  |                  |                  |                  |                  |                  |                  |                  |                  |                  |